# Paul Jenkins
Paul Jenkins, född 1923, död 2012, var en amerikansk konstnär.
Paul Jenkins var verksam inom färgfältsmåleriet och utvecklade flera särpräglade variationer inom måleriet.